# 임은경
임은경(1984년 1월 15일 ~ )은 대한민국의 모델이자 前 배우이다.

## 출연 작품

### 영화
| 연도 | 제목                 | 역할          | 비고      |
| ---- | -------------------- | ------------- | --------- |
| 2002 | 성냥팔이 소녀의 재림 | 성냥팔이 소녀 | 주연      |
| 2002 | 품행제로             | 최민희        | 주연      |
| 2004 | 인형사               | 미나          | 주연      |
| 2004 | 시실리 2km           | 송이          | 주연      |
| 2004 | 대한민국 대표 선생   | 임서희        | 주연      |
| 2004 | 여고생 시집가기      | 안평강        | 주연      |
| 2015 | 치외법권             | 장은정        | 주연      |
| 2015 | 천하대본             | 시골 아가씨   | 중국 영화 |

### 드라마/시트콤
| 연도 | 방송사       | 제목            | 역할   | 비고     |
| ---- | ------------ | --------------- | ------ | -------- |
| 2003 | KBS2         | 보디가드        | 김나영 | 주연     |
| 2005 | MBC          | 레인보우 로망스 | 김은경 | 중도하차 |
| 2006 | 중국 드라마  | 불로생사험      |        |          |
| 2016 | 카카오페이지 | 유명산 진달래   | 진달래 | 주연     |

### 뮤직비디오
| 연도 | 가수명 | 곡명               |
| ---- | ------ | ------------------ |
| 2003 | 조성모 | 내 것이라면        |
| 2003 | 강타   | 섬                 |
| 2014 | 임창정 | 임박사와 함께 춤을 |

### 방송
- 2004년 MBC ’공감토크쇼 놀러와’
- 2005년 MBC 느낌표 - 눈을 떠요
- 2014년 tvN ’그 시절 톱10’ - 웰컴 투 두메산골
- 2015년 KBS 2TV ’해피투게더’
- 2017년 MBC ’복면가왕’ 잠시 쉬어갈게요 하프타임 (참가자)
- 2018년 매일경제TV ’왓 위민 원트’
- 2019년 매일경제TV ’연애 못하는 남자들’ 13회
- 2019년 MBC 에브리원 ’비디오스타’
- 2020년 MBC 황금어장 라디오스타 (608회 - 얼음땡)

### 광고
- 1999년  SK Telecom TTL
- 1999년  도도화장품
- 2000년  SK Telecom TTL 토형 편
- 2000년  SK Telecom TTL 토마토 편
- 2001년  SK Telecom TTL 촬영장 편
- 2001년  SK Telecom TTL 비와 바람 편
- 2001년  SK Telecom TTL BLUE 편
- 2002년  (주) 보브 (두번째 이브)
- 2002년  SUBI
- 2003년  서울우유
- 2003년  온라인게임 “Seal Online”
- 2020년  이마트 토마토 뮤지엄
- 2021년  이안애 코스매틱

## 홍보대사
- 2002년 9월 제3회 장애인영화제[1]
- 2004년 7월 서울캐릭터페어2004[2]
- 2005년 9월 제6회 장애인영화제[1]
- 2012년 2월 제7회 아시아 태평양 농아인 경기대회 홍보대사

## 수상 및 후보
| 연도 | 시상식        | 부문            | 작품                 | 결과 |
| ---- | ------------- | --------------- | -------------------- | ---- |
| 2003 | 제40회 대종상 | 신인여우상      | 성냥팔이 소녀의 재림 | 후보 |
| 2003 | KBS 연기대상  | 여자 신인연기상 | 보디가드             | 후보 |